# Độ cong Gauss

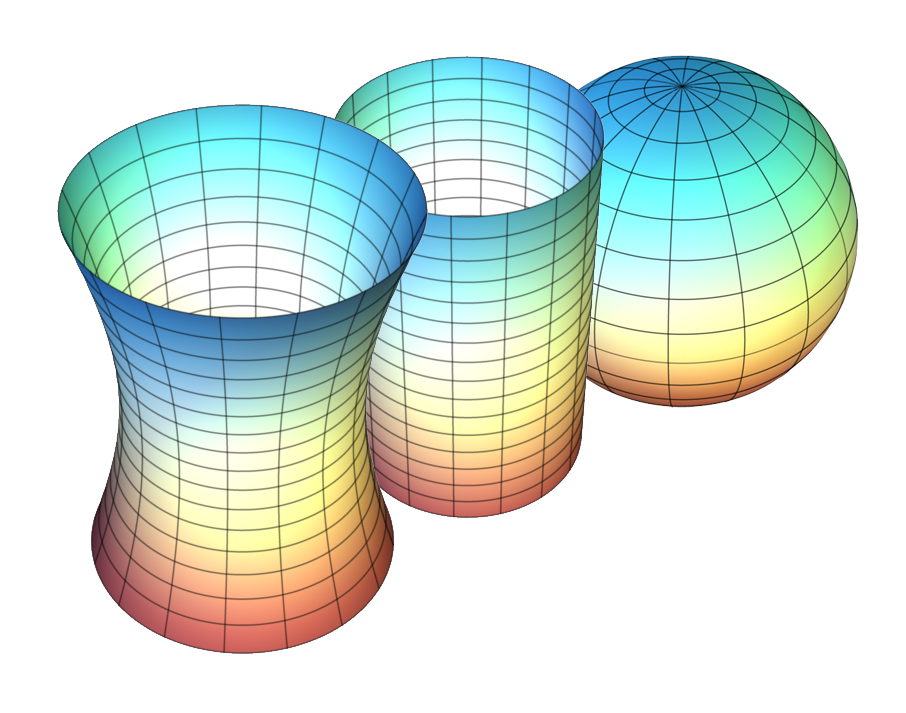
Từ trái qua phải: một mặt với độ cong Gauss âm (hyperboloid), mặt với độ cong Gauss bằng 0 (hình trụ), và mặt có độ cong Gauss dương (mặt cầu).

Trong hình học vi phân, độ cong Gauss của một mặt tại một điểm là tích của hai độ cong chính, κ1 và κ2 tại điểm đó. Nó là một độ cong nội tại, chỉ phụ thuộc vào khoảng cách được đo trên mặt đó chứ không phụ thuộc vào mặt được nhúng đẳng cự (isometrically embedding) vào một không gian bất kỳ. Nó được đặt theo tên của nhà toán học Carl Friedrich Gauss, và là nội dung nêu trong tác phẩm Theorema Egregium của ông.
Phương trình xác định độ cong Gauss Κ viết là
{\displaystyle \mathrm {K} =\kappa _{1}\kappa _{2},}
với κ1 và κ2 các độ cong chính.

## Định nghĩa trực quan

Mặt yên ngựa với các mặt phẳng pháp tuyến trong hướng của độ cong chính.

Tại một điểm bất kỳ trên mặt chúng ta có thể tìm được vectơ pháp tuyến nằm vuông góc với mặt đó; các mặt phẳng chứa pháp tuyến được gọi là mặt phẳng pháp tuyến. Giao của một mặt phẳng pháp tuyến với mặt sẽ tạo thành một đường cong gọi là tiết diện pháp tuyến và độ cong của đường này gọi là độ cong pháp tuyến. Đối với phần lớn các điểm trên phần lớn các mặt, các tiết diện khác nhau sẽ có độ cong khác nhau; giá trị lớn nhất và nhỏ nhất của những độ cong này được gọi là độ cong chính, ký hiệu là κ1, κ2. Độ cong Gauss được định nghĩa bằng tích của hai độ cong chính Κ = κ1 κ2.
Dấu của độ cong Gauss là một trong những dấu hiệu đặc trưng cho một mặt:
- Nếu cả hai độ cong chính có cùng dấu: κ1κ2 > 0, thì độ cong Gauss là dương và ta nói mặt có một điểm eliptic. Tại những điểm này mặt sẽ giống như hình mái vòng, nằm hoàn toàn trên một phía của mặt phẳng tiếp tuyến tại điểm elliptic. Mọi độ cong tiết diện sẽ có cùng dấu.
- Nếu các độ cong chính khác dấu: κ1κ2 < 0, thì độ cong Gauss là âm và mặt có một điểm hypebolic. Tại những điểm như thế mặt sẽ giống mặt yên ngựa. Với hai hướng thì độ cong tiết diện sẽ bằng 0 hay sinh ra đường tiệm cận.
- Nếu một trong hai độ cong bằng 0: κ1κ2 = 0, độ cong Gauss bằng 0 và mặt có điểm parabolic.

Hầu hết các mặt sẽ chứa những vùng có độ cong Gauss dương (chứa điểm eliptic) và tách biệt với vùng có độ cong Gauss âm bằng những đường có độ cong Gauss bằng 0 gọi là đường parabolic.